# 下第尔县

所在位置

下第尔县是巴基斯坦开伯尔－普赫图赫瓦省北部的一个县。总面积1,582 km2 (610.8 sq mi)，总人口797,852(1998)。

## 行政区划
下第尔县辖2个乡。